# USS Equinox
A USS Equinox (NCC-72381) egy föderációs, Nova osztályú csillaghajó, mely a Star Trek: Voyager tudományos-fantasztikus sorozat Equinox című dupla-epizódjában bukkan fel, amikor a USS Voyager rátalál a Delta kvadránsban.

## Története
A hajónak Rudy Ransom volt a parancsnoka, aki exobiológus végzettséget szerzett, és sikeres kapcsolatfelvételt bonyolított le az yridianokkal, akiket a Föderáció és a Borg is kihaltnak vélt. Az Equinox is a Gondviselőnek köszönhetően került a galaxis Delta Kvadránsába 2371-ben, akárcsak a Voyager.
Úton hazafelé az Alfa Kvadránsba a hajó több sérülést is szenvedett és tartalékon üzemelt, amikor is találkoztak egy idegen fajjal, az Ankarival, akik különleges, interdimenzionális lényeket mutattak meg a legénységnek, amik antianyagból épültek fel. Az Equinox csapata készített egy tárolót, melyben izolálta a lényeket, s energiát vont ki belőlük, hogy ezzel feljavítsák az űrhajó hajtóművét, felrúgva ezzel a föderációs irányelvek nagy részét.
Miután találkoztak a USS Voyagerrel, az Equinox legénysége ellopta a Voyager pajzsgenerátorát (az övék nem működött), kitéve a hajót az idegenek támadásainak, miközben az Equinox teret váltott, s hátra hagyta őket. A Voyagernek sikerült kapcsolatba lépnie az idegenekkel, s szövetkeztek, hogy visszaszerezzék a generátort. A hajót végül ezen idegenek pusztították el. Az Equinox megmaradt legénységét a Voyager fogadta be, akiket megfosztottak rangjuktól, és szigorú ellenőrzés alatt tartottak. Ransom kapitány a hajóval pusztult el, miközben megpróbálta azt minél távolabb manőverezni a Voyagertől, így próbálva elkerülni, hogy a reaktorrobbanás lökéshulláma következtében a Voyager is elpusztuljon.